# Военное снаряжение

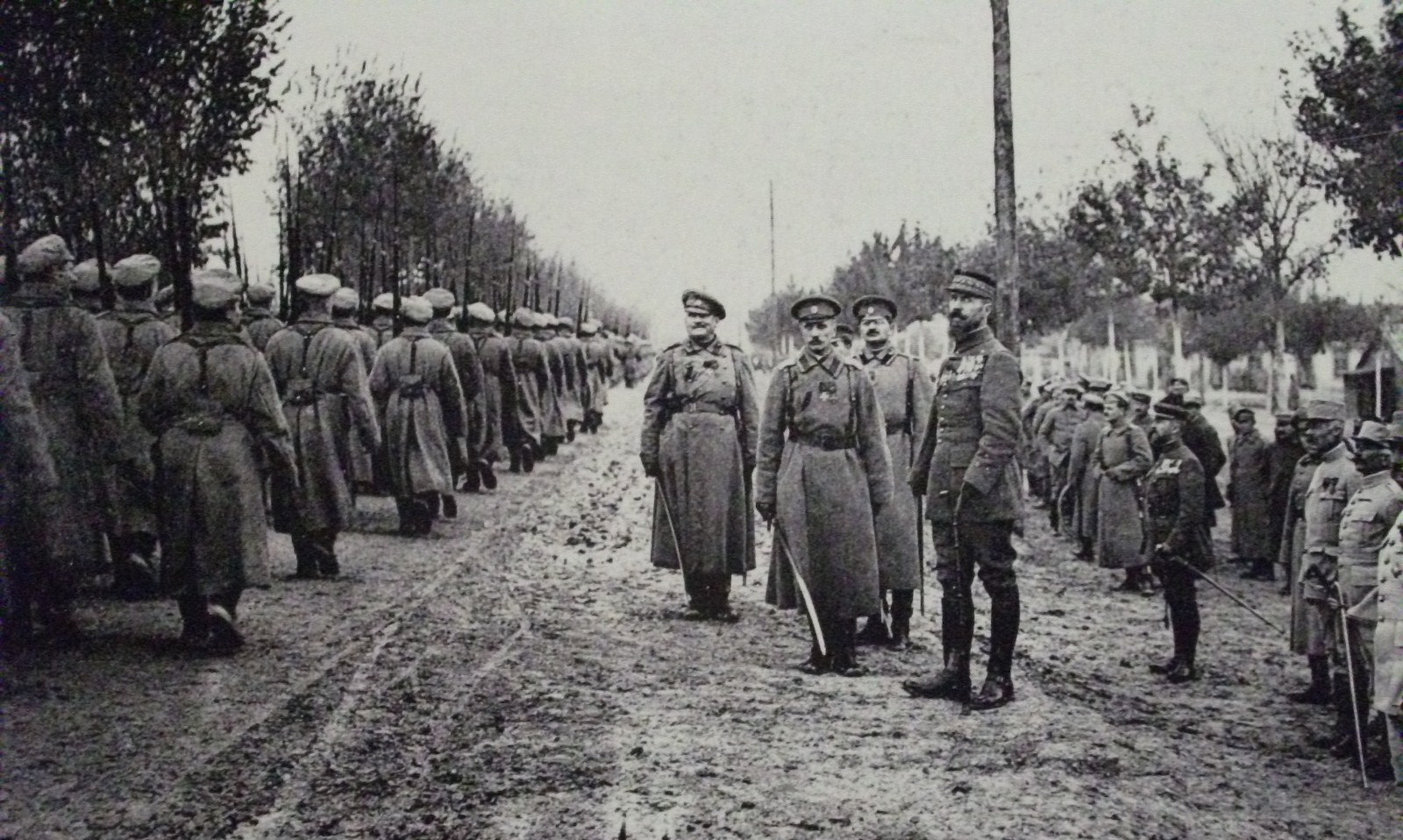
Походные ремни (снаряжение) Русских войск.

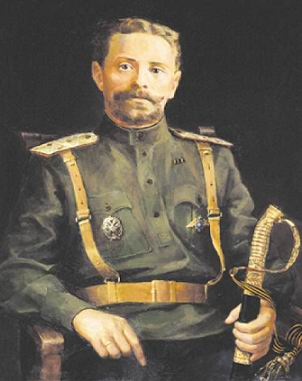
Генерального штаба генерал-лейтенант В. О. Каппель, в офицерских походных ремнях.

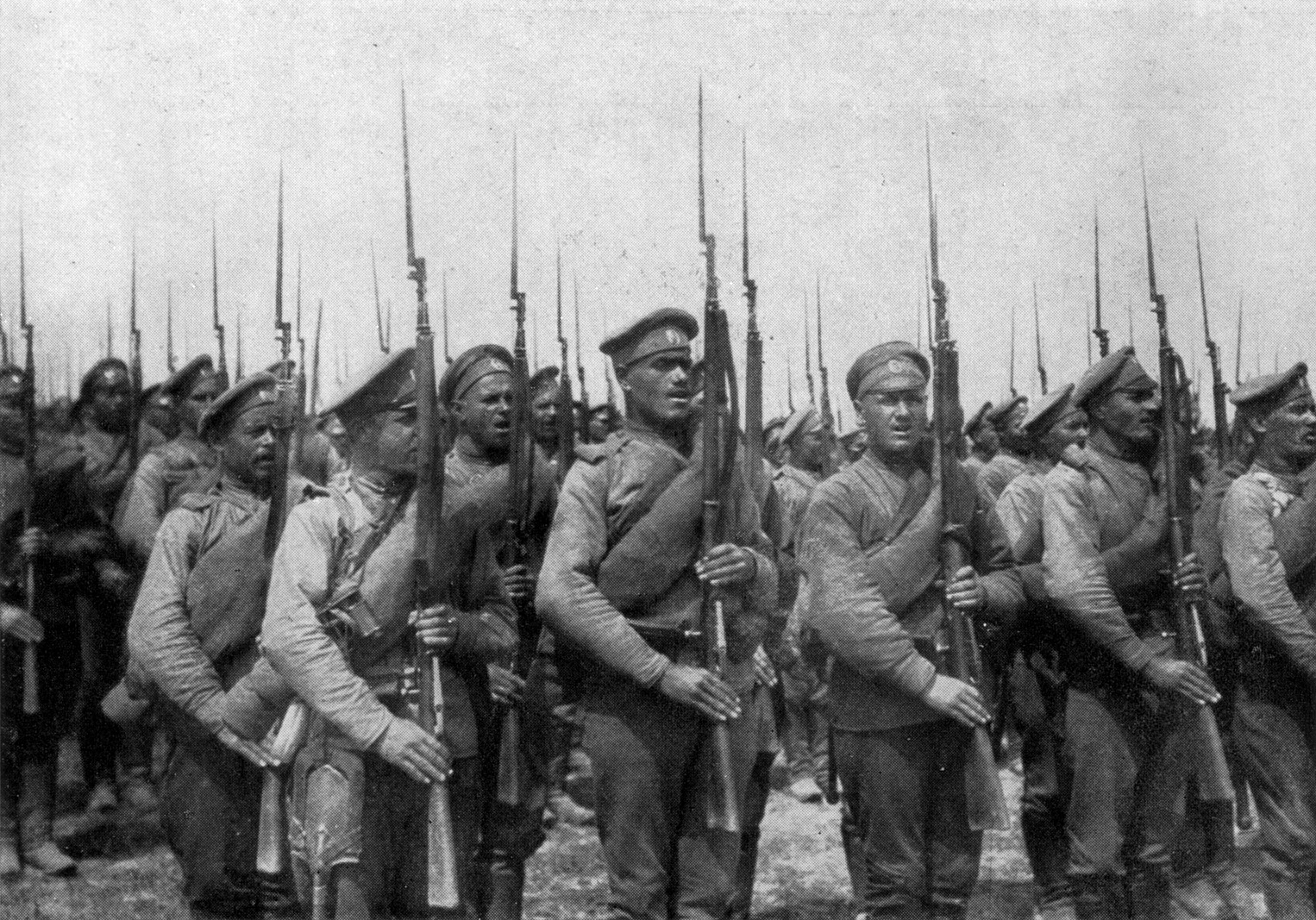
Русская пехота в строю, на переднем плане у правофлангового солдата окопная лопата Линнеманна, видны патронные сумки и патронташи.

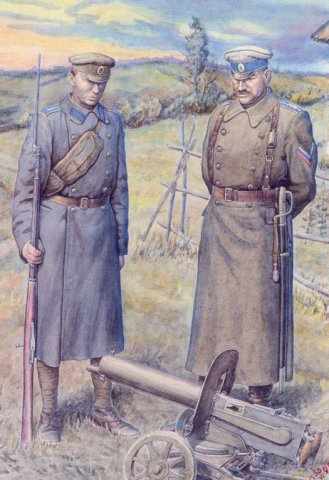
Снаряжение алексеевцев, картина, 1919 год.

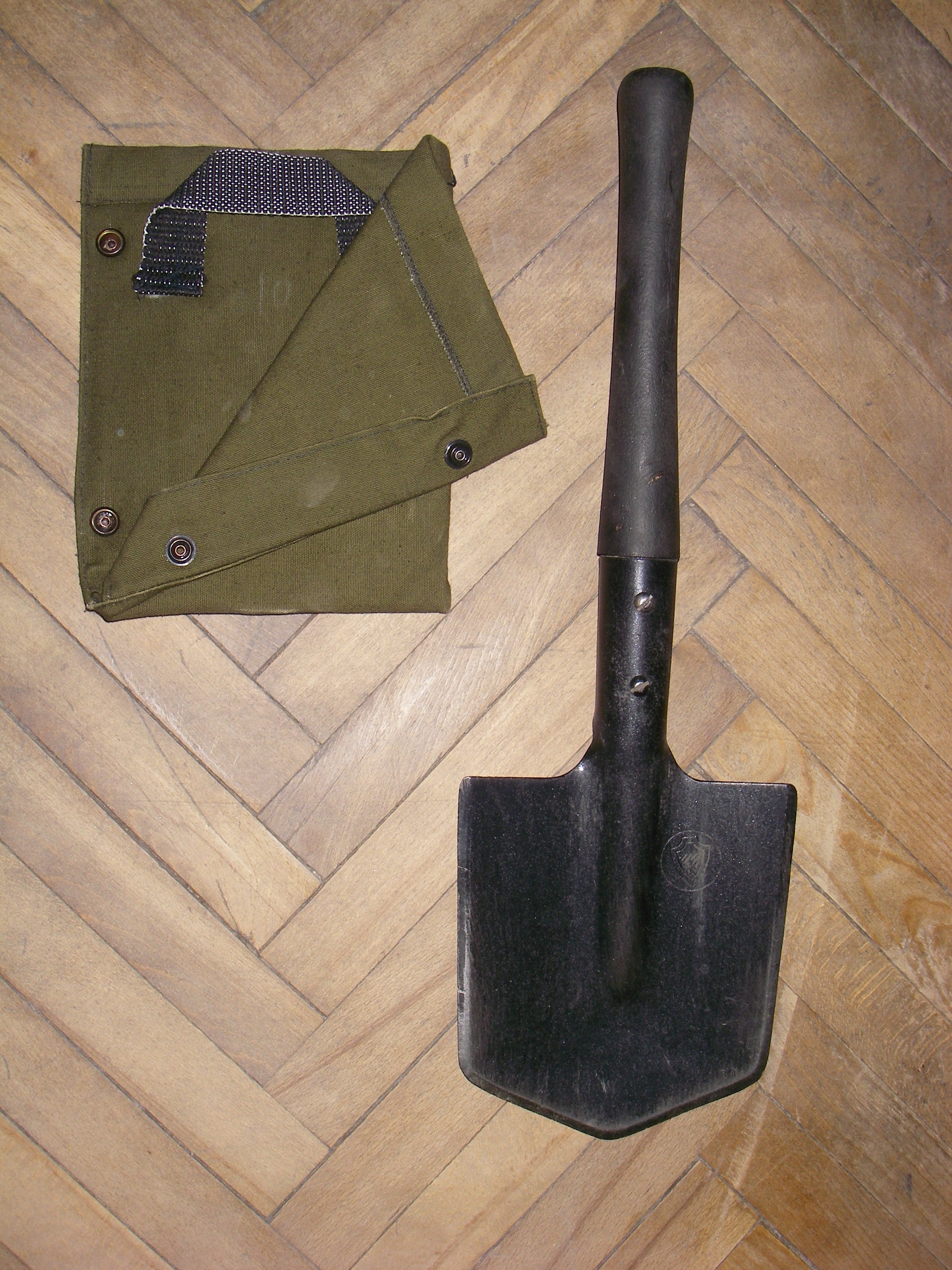
МПЛ-50 и чехол к ней для переноски на поясном ремне.

Снаряже́ние — комплект предметов, состоящий на снабжении военнослужащих и предназначенных для ношения ими личного оружия и различного имущества (боеприпасов, шанцевого инструмента и т.д) на обмундировании.
Снаряже́ние меняется в зависимости от развития вооружения, тактики и оснащения вооружённых сил государства.
В Русской гвардии и армии снаряжение называлось амуницией.
В ВС России ответственным за разработку снаряжения является Тыл ВС России. В просторечии — Военное снаряжение.

## Россия
Снаряжение офицеров, сержантов и солдат, видов ВС и родов войск, зависит от воинских специальностей и отличается в основном предметами, предназначенными для ношения боеприпасов соответственно видам положенного им личного оружия.

### Имперский период
Экспериментальным путём военные чины российской императорской армии установили, что полный вес носимого снаряжения военнослужащего, вместе с обмундированием, вооружением и боеприпасами не должен превышать 60 фунтов (27 кг).
- Бандальер — элемент пехотной амуниции: разновидность перевязи, идущей крест-накрест через грудь.

#### Снаряжение в гусарских полках
В снаряжение гусарских полков входили:
- портупея, из красной юфти, к которой на двух пасиках подвешивалась сабля, а на трех других — гусарская ташка;
- ташка, тонкая кожаная сумка, покрытая с наружной стороны сукном определенного цвета, с нашитым на нём вензелем Александра I, полоской и выпушкой другого цвета (в Белорусском, Изюмском и Сумском гусарских полках ташка была покрыта красным сукном и имела белую выкладку, у лейб-гусар выкладка ташки была особого типа);
- лядунка для хранения боевых припасов к стрелковому оружию, у рядовых гусар из красной юфти, на 20 патронов, которую носили на красной перевязи через левое плечо. У офицеров крышки лядунок были металлические, высеребренные или вызолоченные, с изображением орла. В лейб-гвардии Гусарском полку офицерская лядунка имела крышку, покрытую синим сафьяном, с золоченой бляхой в форме Андреевской звезды;
- панталер, перевязь, к которой крепился карабин или мушкетон).

#### Офицеров
В пехоте Русской императорской армии (РИА) снаряжение офицеров включало (всё кожаное):
- офицерские походные ремни (поясной и плечевые ремни);
- портупею;
- полевую сумку;
- кобур для револьвера[1].

В 1912 году были введены офицерские походные ремни, кожаные, коричневого цвета, с поясным и двумя плечевыми ремнями, носящиеся параллельно спереди и перекрещивающимися сзади. Портупея для шашки носилась через правое плечо, на восточный манер. На левом ремне снаряжения имелось гнездо для свистка, кобур располагался на поясном ремне справа. Полевая сумка зачастую приобреталась на личные средства, дополняя комплект. Вещевой мешок, в гвардии ранец, обычно возился в обозе.

#### Унтер-офицеров, солдат
В пехоте РИА в снаряжение унтер-офицеров и солдат входили:
- поясной ремень;
- патронные сумки (жаргонизм подсумок);
- сумка для гранат у гренадеров в гренадерских взводах;
- чехол для окопной лопаты Линнеманна (аналог — МПЛ-50);
- вещевой мешок.

В 1905 году к амуничным вещам, рядового и унтер-офицерского состава, относились (срок использования, от 3 — 14 лет):
- поясной ремень (6 лет, пряжка ремня — бессрочно);
- ружейный ремень;
- патронные сумки (14 лет);
- кобур (8 лет);
- штыковые ножны;
- фляга;
- гвардейский ранец;
- вещевой и сухарный мешки (8 лет).

Во время Первой мировой войны снаряжение рядовых и унтер-офицеров состояло из кожаного поясного ремня (белого — для гвардии, коричневого — для всех остальных родов войск (термин того времени род оружия)). С каждой стороны пряжки поясного ремне висело по патронной сумке на 30 патронов, к винтовке Мосина, а на правом боку, рукоятью вниз, висела окопная лопатка Линнеманна. Имелся парусиновый вещевой мешок (в гвардии — ранец), в котором лежала одежда и предметы личного обихода. Каждый солдат также носил 1/6 часть палатки и колышки для её крепления. Единственными предметами снаряжения, введенными во время войны, были плечевая, фабричного производства, сумка для боеприпасов и брезентовый (парусиновый) патронташ на 60 патронов.

### Советский период

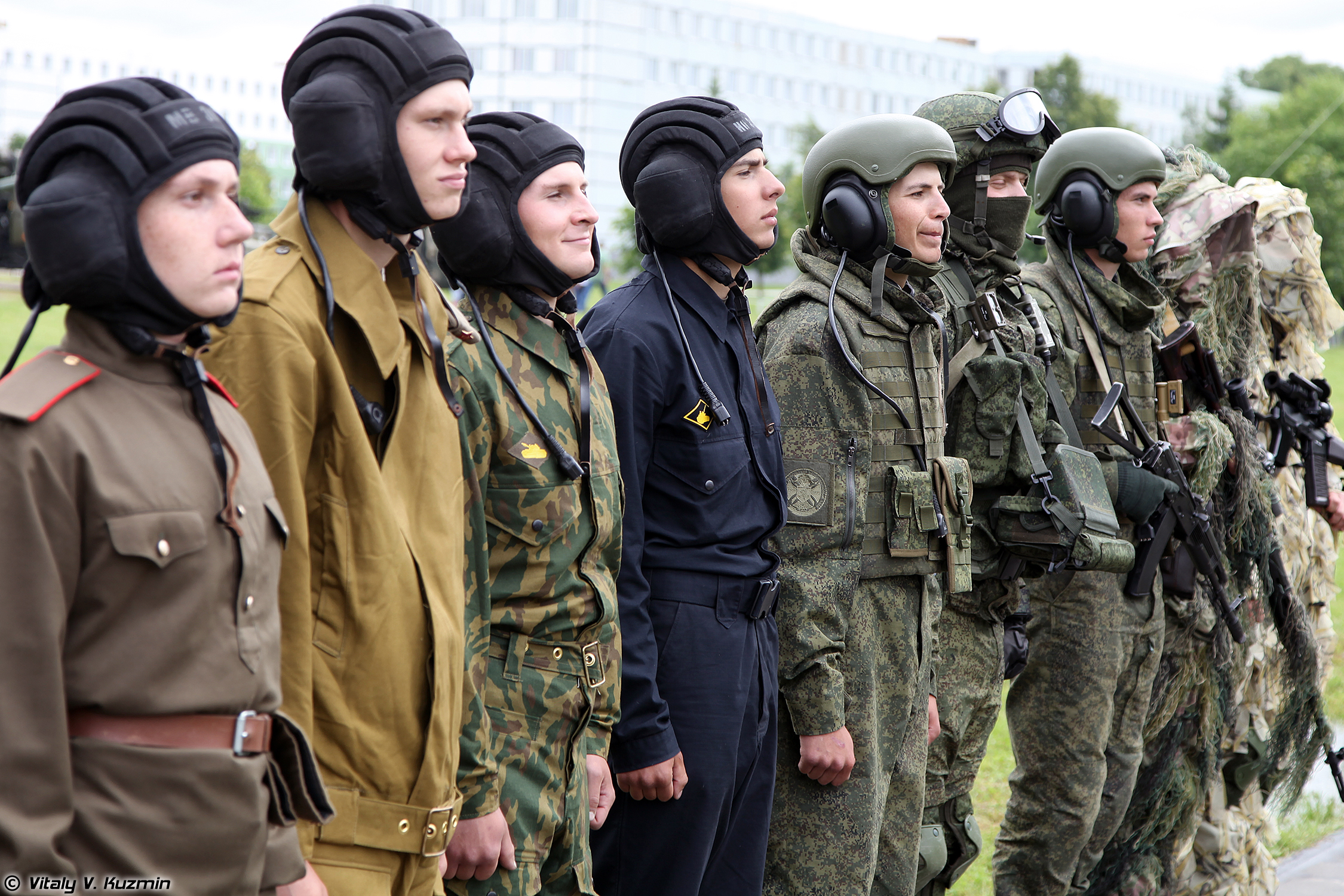
Примеры экипировки советских и российских военнослужащих разного времени

В РККА в состав снаряжения командиров (комначсостава) и бойцов входили портупеи (тонкие ремни для ношения шашек и пистолетов или револьверов).

1. Изучение и отработка вопроса о походном снаряжении бойца пехоты преследуют цель совершенного знания бойцом:

1) положенного ему комплекта снаряжения;

2) устройства всех отдельных предметов и наименования их деталей;

3) правил пригонки, укладки, сборки и приёмов надевания;

4) способов хранения и эксплоатации.

2. Все указанные вопросы должны отрабатываться практически с применением реальных предметов выкладки и носимых запасов.

3. При практической отработке необходимо руководствоваться следующими нормативами для одиночного бойца:

1) пригонка снаряжения 4 — 5 мин.

2) укладка носимых запасов вооружения, боеприпасов и продуктовой сумки (всех предметов, носимых на поясном ремне) 5 — 6 "

3) укладка ранца (вещевого мешка) с изготовлением и приторачиванием шинельной скатки 20 — 25 "

4) изготовление шинельной скатки 3 — 4 "

5) сборка снаряжения (на поясной ремень) 2 — 3 "

6) надевание снаряжения 3 — 4 "

7) общая норма времени на полную укладку, сборку и надевание полного походного снаряжения бойца-стрелка пехоты 35 — 40 "

Отличное знание снаряжения, умелое и ловкое обращение с ним, правильное применение при эксплоатации являются обязанностью бойца и командира.

Необходимые знания и навыки достигаются только повседневной практической тренировкой на всех этапах боевого обучения.
Походное снаряжение бойца стрелковых войск Красной Армии разделялось:
1. по назначению и составу комплекта — на два вида:

- полное походное снаряжение;
- облегчённое походное снаряжение.

1. по конструкции отдельных предметов:

- на снаряжение с ранцем образца 1936 года;
- на снаряжение с ранцем образца 1939 года;
- на снаряжение с ранцем образца 1941 года;
- на снаряжение с вещевым мешком.

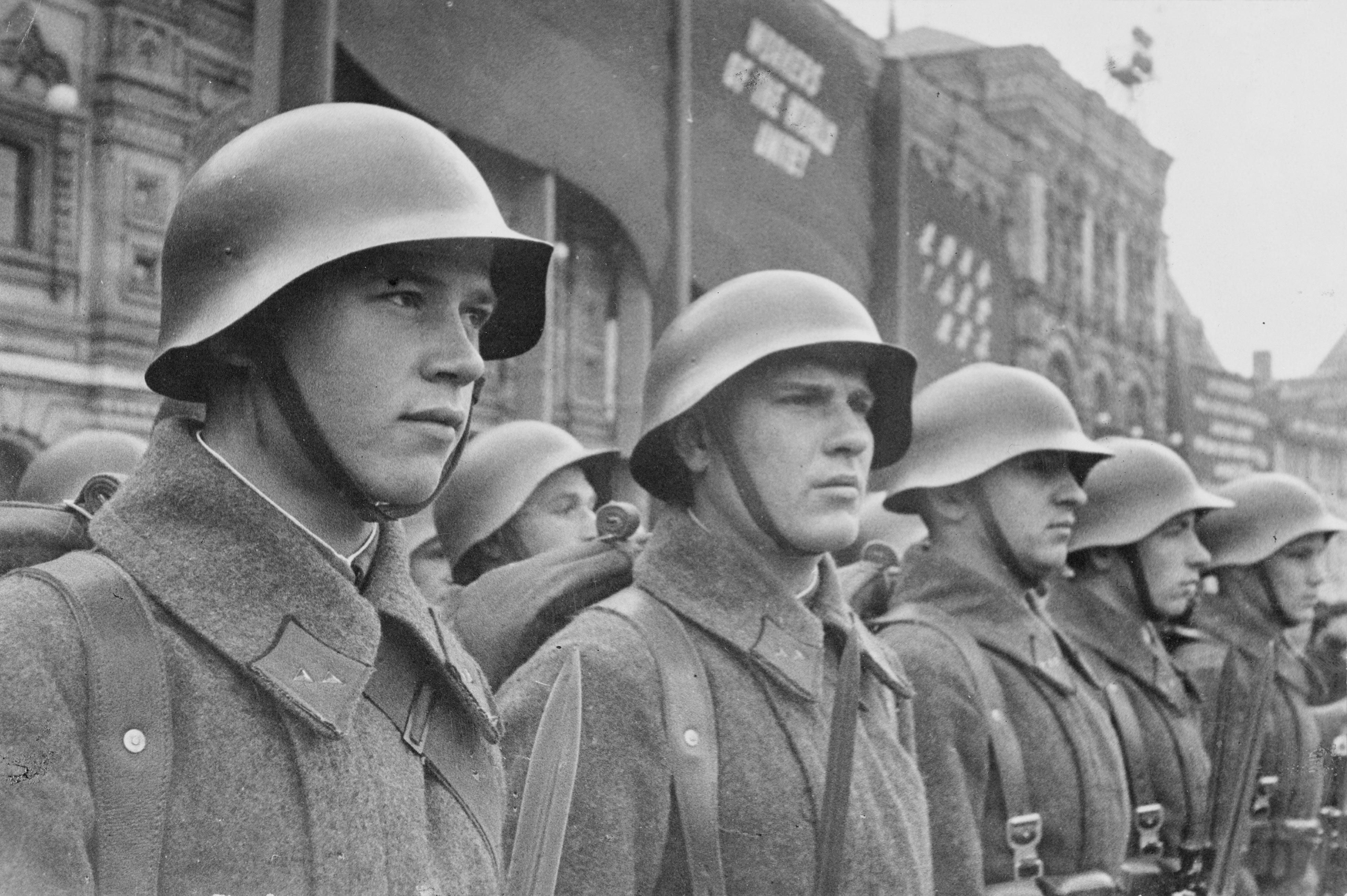
Младшие командиры РККА, видны ремни снаряжения и патронные сумки, 1941 год.

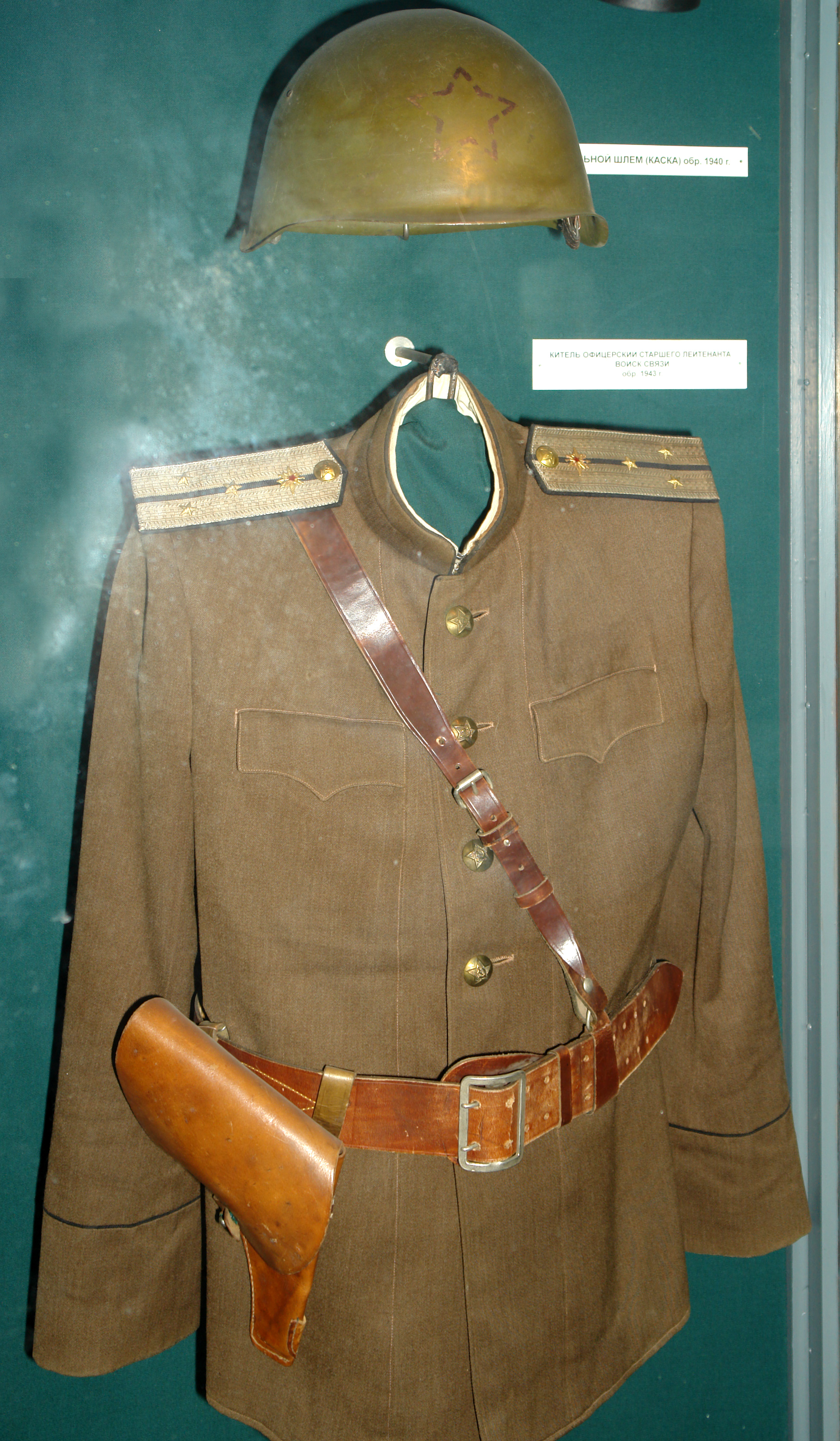
Шлем, снаряжение (ремни, кобура), офицерский китель, старшего лейтенанта войск связи, образца 1943 года
(Военно-исторический музей артиллерии, инженерных войск и войск связи, Санкт-Петербург)

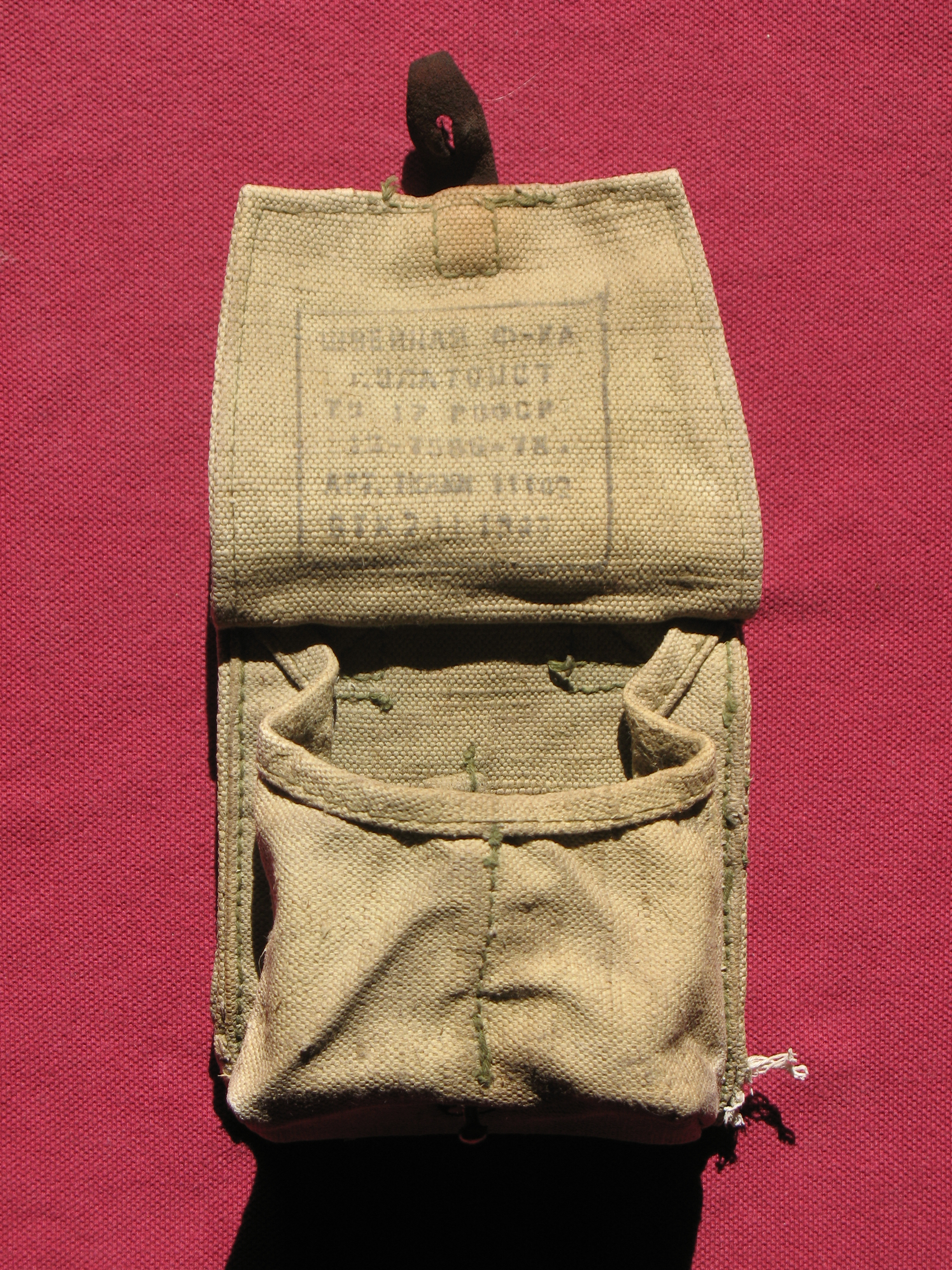
Сумка на две ручные гранаты, из комплекта снаряжения солдатского и сержантского состава, ВС СССР, 1982 год

Комплект ранцевого походного снаряжения (некоторые предметы снаряжением не являются) рядового состава стрелковых частей РККА (образца 1936 года) состоял из следующих предметов:
- Поясной ремень (1), всем бойцам;
- Плечевая лямка (1), всем бойцам;
- Сумка поясная патронная, 2-гнёздная или сумка унифицированная (1), для бойцов-стрелков, вооружённых винтовкой 1891/1930 годов, и снайперов;
- Сумка патронная запасная (1), для бойцов-стрелков, вооружённых винтовкой 1891/1930 годов, и снайперов;
- Патронташ нагрудный (1), для бойцов-стрелков, вооруженных СВТ;
- Сумка гранатная (Сумка для ручных гранат) или Сумка гранатная унифицированная (с гнездом для лопаты) (1);
- Ножны штыковые;
- Чехол для носки фляги на поясе;
- Чехол для малой пехотной лопаты (или топора);
- Ранец, с 4 ремнями для приторачивания скатки шинели, 2 ремнями для приторачивания котелка и стального шлема и 2 наплечными ремнями для переноски ранца;
- Принадлежности для ранца:
  - мешок для продовольственного запаса;
  - мешок для принадлежностей чистки винтовки;
  - мешок для ремонтного запаса;
  - мешок для предметов гигиены (несессер) с мыльницей, футляром для зубной щётки и коробочкой для зубного порошка;
- Котелок с крышкой;
- Кружка;
- Ложка;
- Полотнище плащ-палатки с принадлежностью:
  - две полустойки;
  - два приколыша;
  - веревка;

Примечание: в зависимости от количества носимых запасов патронов менялось и количество патронных сумок: три (с запасной), две или одна.
После Зимней войны были предложены, в результате обмена мнений подкомиссии, следующие изменения по снаряжению рядового и начальствующего состава (н/с) РККА, основанные на изучении опыта войны с Финляндией.

20. Внести изменения в снаряжение рядового и начальствующего состава:
- а) ранец рядового состава (р/с) заменить вещевым мешком, улучшив в последнем плечевые лямки;
- б) сумку для книгонош заменить вещевым мешком;
- в) сумки для конного разведчика, для донесений и младшего начсостава заменить одной унифицированной сумкой;
- г) ножны для штыка со снабжения снять;
- д) медальоны заготавливать из пластмассы и железа, с антикоррозийным покрытием;
- е) кобур в снаряжении н/с для револьвера «наган» и пистолета «ТТ» заменить унифицированным кобуром;
- ж) вместо двух патронных и одной запасной сумки оставить на бойце одну сумку на 30 патрон и патронташ для ношения через плечо на 60 патрон;
- з) всю фурнитуру людского снаряжения окрашивать в защитный цвет.— Протокол подкомиссии под председательством начальника снабжения Красной Армии корпусного комиссара т. Хрулева, 19-20 апреля 1940 года, Подкомиссия по вопросам организации и системы военно-хозяйственного снабжения Красной Армии

Общевойсковая подкомиссия в разделе 6 п. 6. предложила «Снаряжение бойца должно быть облегчено».

#### Офицеров
В Сухопутных войсках (СВ) Вооружённых Сил СССР (ВС СССР) снаряжение офицеров включало:
- поясной и плечевые ремни (ошибочно назывались портупеями);
- полевую сумку;
- кобуру для пистолета[1].

#### Солдат, сержантов
После Великой Отечественной войны, исходя из опыта боевых действий, на снабжение Советской Армии была принята «Разгрузочная система стрелка, образца 1950 года», в просторечии (армейский жаргон) «разгрузка». Представлявшая собой снаряжение, состоящее из поясного ремня (брезент) и плечевой лямки (брезент), сумок для магазинов автомата (патронных сумок для обойм карабина или винтовки) (кожзам) и чехлов, для удобной переноски оружия, вооружения и средств защиты от ОМП. По своей компоновке была близка к снаряжению бойца РККА, пехоты Армии США и Вермахта.

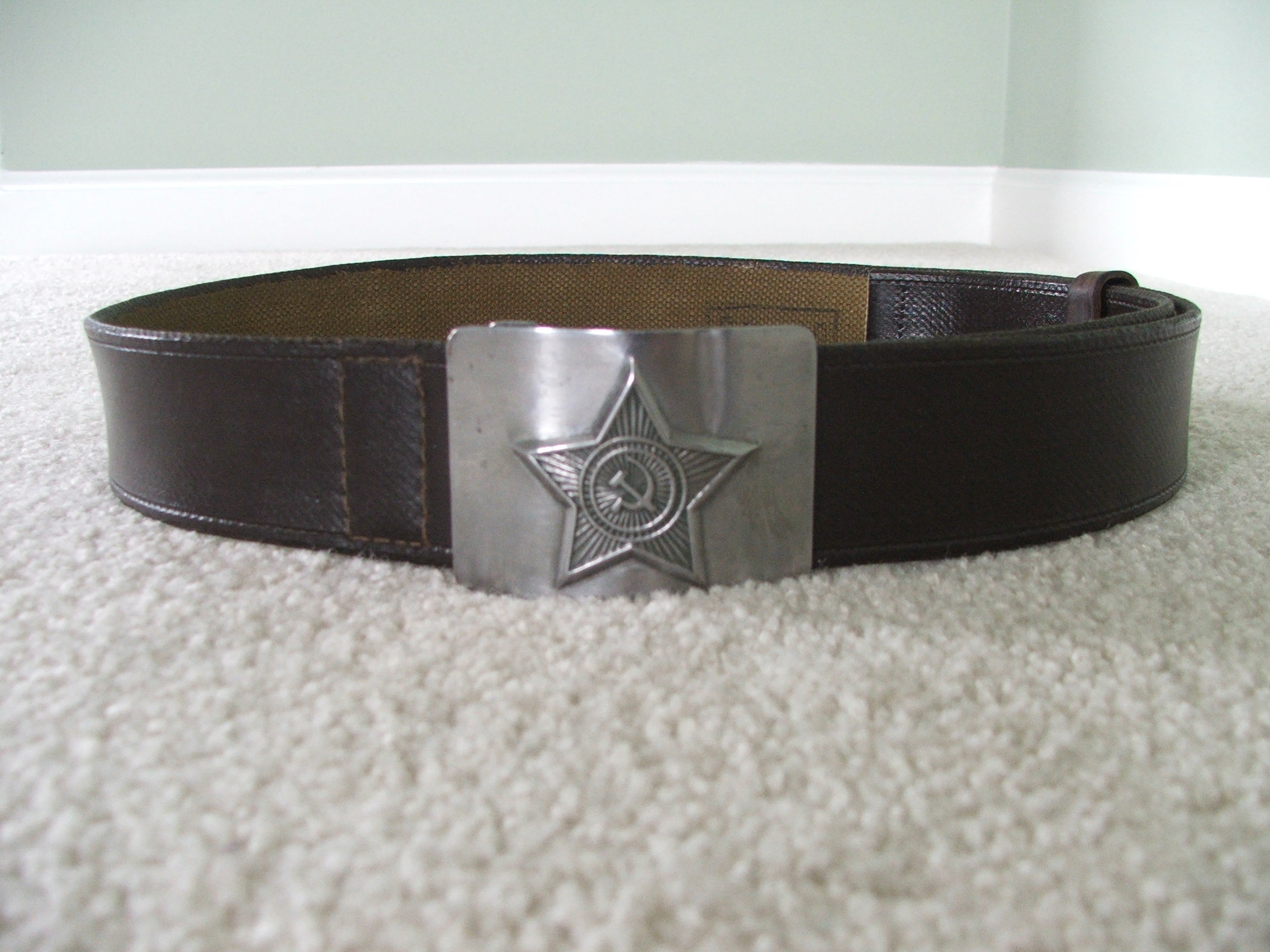
Полевой поясной ремень, из комплекта снаряжения, рядового и сержантского состава ВС СССР, пряжка ремня покрыта краской защитного цвета (на фото краска счищена).

В СВ ВС СССР, для солдат (сержантов), снаряжение включало в себя:
- поясной ремень с пряжкой покрытой краской защитного цвета (жаргон, партизанский ремень), не путать с простым ремнём с пряжкой из жёлтого металла;
- плечевая лямка;
- сумки для гранат и магазинов к автомату (карабину) для стрелков;
- чехлы для фляги и лопаты (МПЛ-50)
- сумка для защитных чулок и перчаток
- вещевой мешок[1]

В начале 1980-х годов во время войны в Афганистане моджахедам поставляли разгрузочные жилеты, которые  получили признание у отдельных советских военнослужащих, в связи с неудобством ношения РПС (ременно-плечевая система) или отсутствием таковой. Некоторые оценили китайские разгрузочные нагрудники, предпочитали их советскому снаряжению (РПС) и стали активно использовать как трофейные «Чи-Ком», так и самостоятельно сшитые. Неизвестно, послужил или нет «Чи-Ком» прообразом советского нагрудника Пояс-А. Возможно, тогда же и родилось выражение «армейский лифчик».

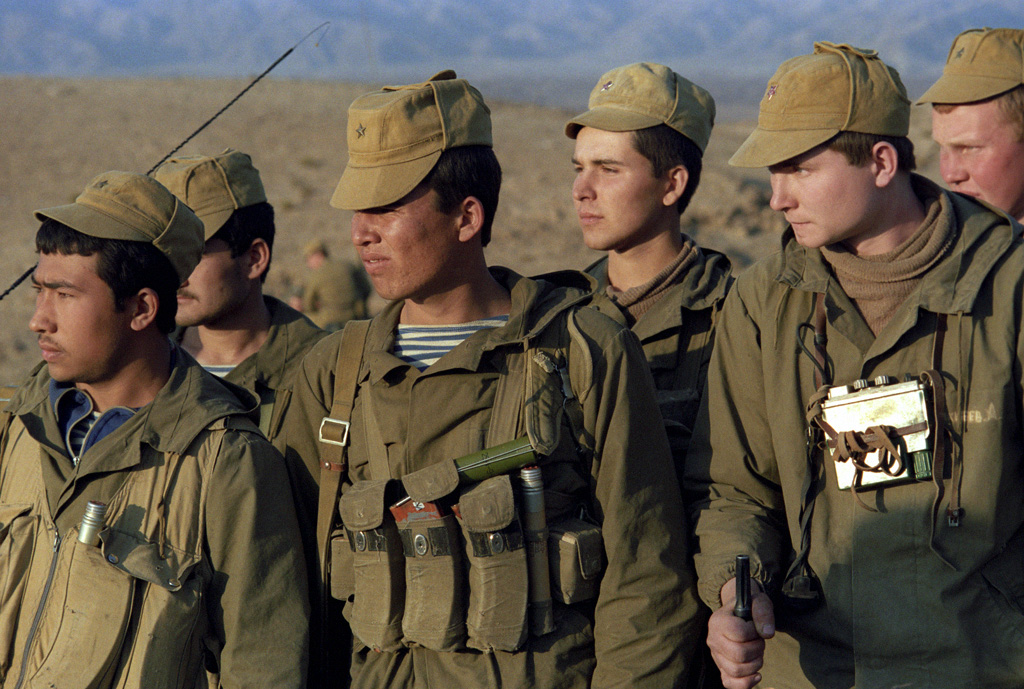
Группа специального назначения после выполнения боевого задания, ОКСВА, 18 февраля 1988 г., видны разгрузочные нагрудники, в просторечии «лифчик».

### Федеративный период

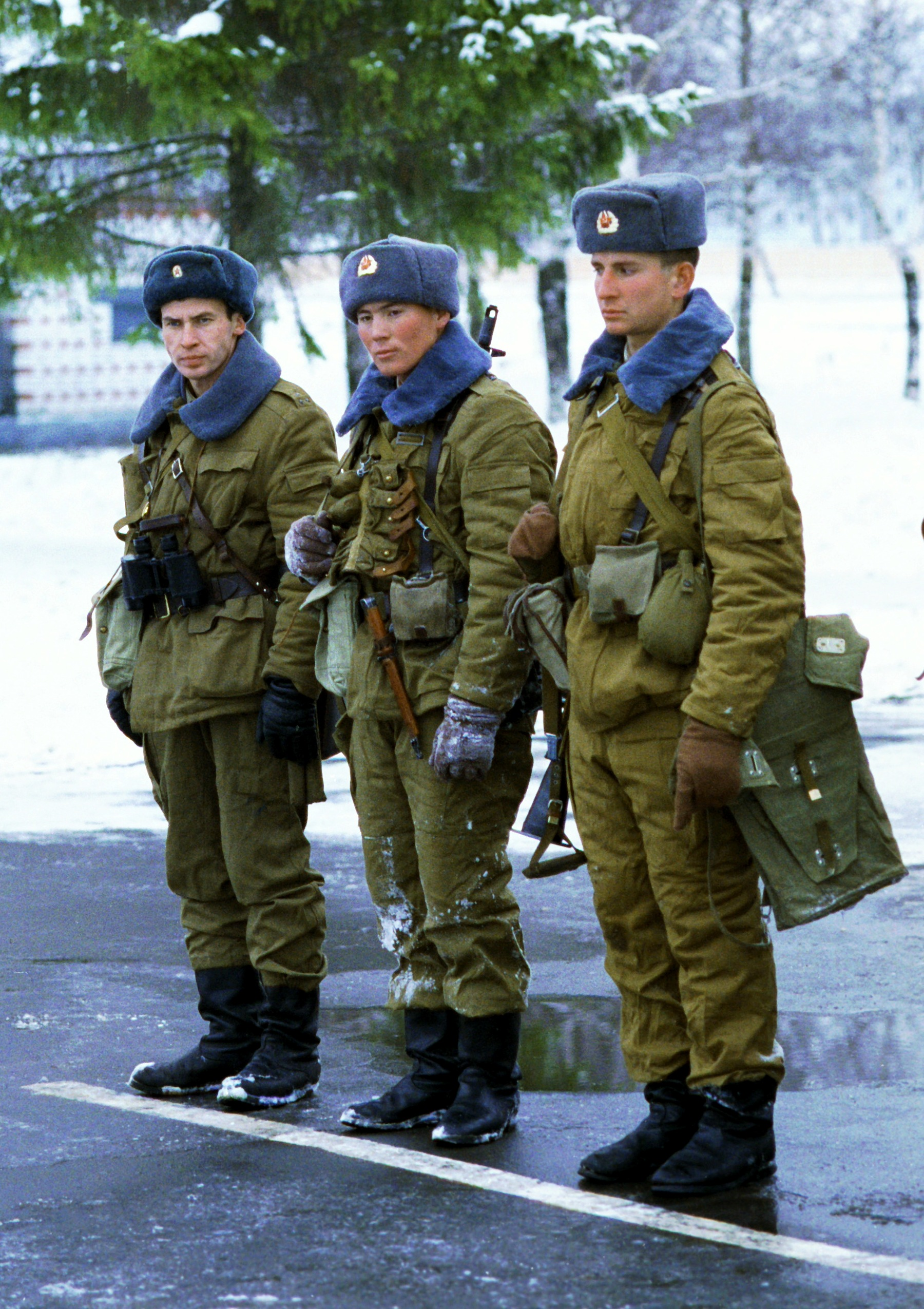
Военнослужащие Таманской дивизии на стрельбище, видно снаряжение гранатомётчика и стрелка, 1992 год.

Для старшин, сержантов и солдат, проходящих военную службу по контракту, курсантов военно-учебных заведений (кроме ВМФ) старшин, сержантов и солдат, проходящих военную службу по призыву снаряжение коричневого (защитного) цвета (в ВДВ) — ремень поясной чёрного цвета на брюках).